# United24
United24 (укр. Єдині24) — глобальна ініціатива для підтримки України, запущена 5 травня 2022 року українською владою під час російсько-української війни; фандрайзингова платформа.
Станом на травень 2024 року ініціатива зібрала 650 млн дол. США зі 110 країн світу. Станом на 1 липня 2023 року обсяг зібраних пожертв становив 380 млн дол. зі 110 країн.

## Історія

### 2022 рік
3 травня прем'єр-міністр України Денис Шмигаль заявив, що невдовзі буде запущено платформу для збору коштів на підтримку України:
|                                          | Кожна людина у світі може зробити пожертву й допомогти Україні боротися за нашу свободу. Ми хочемо об’єднати світ навколо підтримки нашої держави. Простих людей, благодійні фонди, міжнародні компанії, лідерів думок в усьому світі. Створення платформи необхідне також, аби продемонструвати максимальну прозорість і відкритість щодо використання зібраних коштів: куди та кому вони спрямовуються |
| — Денис Шмигаль, прем'єр-міністр України | |

5 травня Президент України Володимир Зеленський оголосив про запуск глобальної ініціативи United24, перша складова якої — онлайн-платформа для збору коштів на підтримку держави. Зібрані кошти розподілятимуть за трьома напрямками: оборона та розмінування, гуманітарна та медична допомога, відбудова України.
Усі кошти надходять на рахунки Національного банку України та закріплені за профільними міністерствами: Міністерством оборони, Міністерством охорони здоров'я та Міністерством інфраструктури. Звіти на платформі оновлюються кожен тиждень.
5 червня 2022 року Роскомнадзор заблокував у себе сайт United24 за рішенням Генеральної прокуратури Російської Федерації, щоб завадити росіянам жертвувати кошти на підтримку України.

### 2023 рік
3 жовтня 2023 року ІТ-компанія ЛУН та United24 запустили спільний проєкт, а саме створили інтерактивну мапу, на якій можна слідкувати за відбудовою зруйнованих у Київській області 18 будинків. 
На сайті UNITED24 доступна інтерактивна карта з фото та 3D-візуалізацією будинків. Кожен може зайти на сайт, вибрати будь-який з 18 будинків , дізнатися історії його мешканців, переглянути пошкодження та задонатити на його відбудову. 

### 2024 рік
15 травня 2024 року п'ять творців зі США, Польщі, Німеччини та України представли конструктори LEGO: Золоті ворота, Ханський палац, Підгорецький замок, Одеський національний академічний театр опери та балету, Миколаївська астрономічна обсерваторія. Усі зібрані кошти підуть на відбудову Великокостромської гімназії в Дніпропетровській області, куди 11 жовтня 2022 року влучила російська ракета.
21 травня 2024 уряд дозволив перераховувати закупівельним агенціям Міноборони кошти зі спеціального рахунку на підтримку ЗСУ, який відкритий для залучення добровільних внесків UNITED24. Кабінет Міністрів України ухвалив відповідне рішення постановою №587 від 21 травня 2024 року.
23 травня 2024 року ініціатива UNITED24 оголосила перший збір на наземні роботизовані платформи. Вказалося, що загони роботів повинні зберегти життя наших військових та цивільних. Вони будуть логістами, евакуаторами, заміновувачами та розміновувачами, камікадзе, вони воюватимуть разом з людьми та замість людей. Мова йде про:
- Бойові роботи: ШаБля м2, Лють, Moroz, D-11
- Камікадзе та заміновувачі: Ratel S, Ark-1
- Роботи логісти: Воля-е, Ratel H, Termit, Рись Pro, КНЛР-Е, Sirko-S1

23 травня 2024 року відбувся другий саміт UNITED24 за участі амбасадорів проекту та запрошених гостей, де прозвітували про досягнення фонду за рік та представили майбутній розвиток .

## Амбасадори

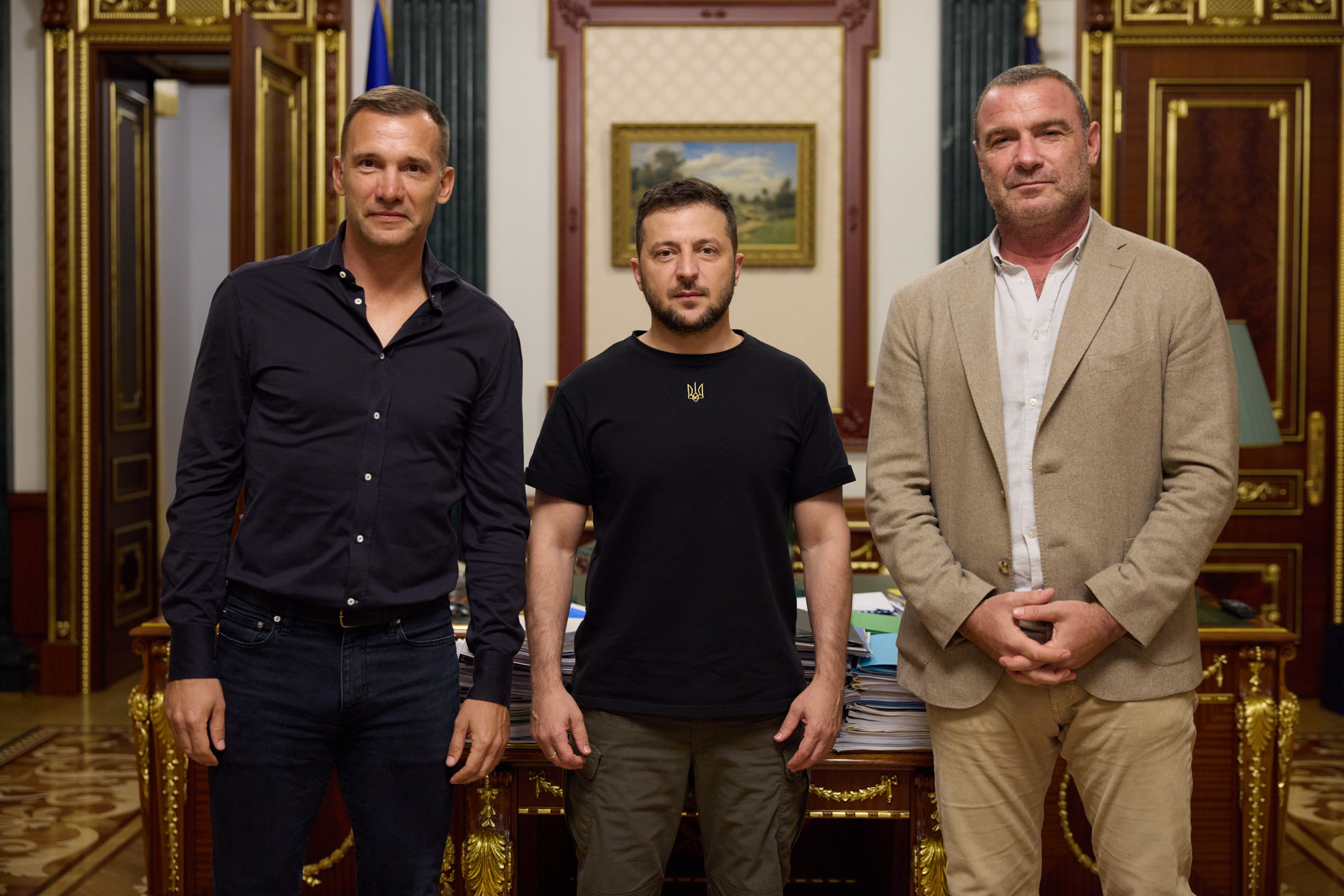
Зустріч Президента України Володимира Зеленського (в центрі) з амбасадорами United24 Андрієм Шевченком (ліворуч) та Лієвом Шрайбером (16 серпня 2022).

- Хосе Андрес — американо-іспанський шеф-кухар, ресторатор та засновник благодійної організації World Central Kitchen[23]
- Річард Бренсон — британський підприємець, засновник корпорації Virgin Group[24][25].
- Кетрін Винник — канадська акторка і режисерка, українського походження[26].
- Демна Гвасалія — грузинський дизайнер, творець бренду Vetements, з 2015 року креативний директор модного будинку Balenciaga[27][28].
- Марк Гемілл — американський актор. Його найвідоміша роль — джедай Люк Скайвокер в кіноепопеї «Зоряні війни»[29].
- Беар Гріллз — британський мандрівник, телеведучий та письменник[30].
- Олександр Зінченко — український футболіст, гравця ФК Арсенал[31][32].
- Скотт Келлі — американський астронавт і відставний капітан ВМС США[33].
- Міша Коллінз  — американський актор[34][35].
- Алісса Мілано —  американська акторка, співачка та продюсерка[36].
- Едвард Мозер — норвезький психолог, нейрофізіолог і директор Інституту системної нейронауки ім. Кавлі та центру біології пам'яті[37].
- Мей-Бритт Мозер — норвезький психолог, нейрофізіолог і директор-засновник Інституту системної неврології Кавлі[37].
- Пол Нерс — британський біохімік, лауреат Нобелівської премії в галузі фізіології або медицини 2001 року[38][39].
- Бред Пейслі — американський кантрі-співак та автор пісень[40].
- Іванна Сахно — українська акторка[38][41].
- Гіларі Свенк — американська акторка, та кінопродюсерка.[42]
- Еліна Світоліна — українська тенісистка, третя ракетка світу в рейтингу WTA у 2017, 2018 і 2019 роках в одиночному розряді, бронзова призерка Літніх Олімпійських ігор 2020 року в Токіо (2021), чемпіонка підсумкового турніру WTA Finals 2018 року[43].
- Тімоті Снайдер — американський історик та письменник. Професор Єльського університету[44].
- Барбра Стрейзанд — американська вокалістка, композиторка, авторка текстів, акторка, режисерка та продюсерка фільмів. Одна з найпопулярніших американських акторок і співачок єврейського походження. Володарка двох «Оскарів» та премій «Еммі», «Ґреммі» та «Золотий глобус»[45].
- Марк Стронг — британський актор[46].
- Олександр Усик — професійний український боксер[47].
- Френсіс Фукуяма — американський філософ, політичний економіст і публіцист[48].
- Мішель Хазанавічус — французький кінорежисер. Лауреат премії «Оскар»[49].
- Андрій Шевченко — український футболіст, що грав на позиції нападника за київське «Динамо», «Мілан» та лондонський «Челсі». Колишній тренер національної збірної з футболу. Герой України[43].
- Лієв Шрайбер — американський сценарист, кінопродюсер, кінорежисер, актор театру та кіно[43].
- Imagine Dragons — американський попрок-гурт, утворений 2008 року в Лас-Вегасі, штат Невада. До складу колективу входять вокаліст Ден Рейнольдс, гітарист Вейн Сермон, басист і клавішник Бен Маккі та Деніель Платцман на ударних[43].
- Natus Vincere — українська кіберспортивна організація[50].

## Складові
Відповідальний за промоцію національного бренду та розроблення його концепції відповідальний Кабінет Міністрів України.
Основними напрямками діяльності мають стати:
- «єдине вікно» для пожертв від благодійних організацій, міжнародних партнерів та громадян з метою підтримки України, зокрема за такими напрямками, як:
  - допомога Збройним Силам України;
  - гуманітарна, медична допомога і допомога дітям;
  - відновлення інфраструктури;
  - цифрова та інформаційна протидія збройній агресії;
- прискорення інтеграції України в міжнародний цифровий простір, у тому числі шляхом створення нової мультимедійної платформи, державного іномовлення «UNITED 24» для забезпечення щоденного інформування міжнародної спільноти про реальний стан безпекової ситуації та події в Україні, а також протидії російській пропаганді.
- проведення інформаційної кампанії в Україні та за кордоном для просування мети, інструментів і концепції національного бренду «UNITED 24», а також поширення відповідної інформації під час міжнародних зустрічей та контактів[51].

## Розподіл коштів
United24 не є фондом, це платформа. Після зарахування коштів на рахунки платформи, вони потрапляють до Національного Банку України після чого розподіляються по різним відомствам (Міністерство охорони здоров'я, ЗСУ, ГУР і т.д.).

## Проєкти із залучення коштів
24 лютого 2023 року стартував благодійний проєкт Національного банку України у партнерстві з UNITED24 та ПриватБанком. #ЛЮТИЙДОНАТ.
18 травня 2023 року разом з ETNODIM та Музеєм Івана Гончара амбасадори платформи розпочали збір коштів на відбудову ліцею в селі Бузова, що була зруйнована росіянами в 2022 році.Мета збору зібрати 200 000 дол. США. Збір було завершено 2 червня 2023 року.
5 серпня 2023 року було проведено благодійний футбольний матч Game4Ukraine, метою якого було зібрати кошти на відбудову Михайло-Коцюбинського ліцею в Чернігівській області.
14 серпня 2023 року, United24 разом з фондом "Повернись живим" та monobank розпочали операцію «Єдність». Мета мою було зібрати 235 мільйонів гривень на дрони-камікадзе. 10 000 FPV-дронів мали бути придбані за кордоном і доукомплектовані в Україні боєприпасами .
25 вересня 2023 року, Річардом Бренсоном та UNITED24 у готелі Virgin Hotels NYC було організовано благодійній вечер, щоб допомогти відбудувати школу в Київській області. Загалом 24 гостя на цій події задонатили 635 тис. дол. США.
16 листопада 2023 року, платформа UNITED24 запустила спільний проєкт з LEGO Creators, у межах якого створено конструктори у вигляді трьох архітектурних пам'яток України, які можна отримати лише за благодійний внесок. У межах проєкту #LEGOwithUKRAINE — представлені київська «Батьківщина-мати», маріупольська водонапірна вежа та кримське «Ластівчине гніздо».
21 березня 2024 року UNITED24 та французький розробник Endorah презентували Minesalt — гру на базі Minecraft, яка відтворює місце найбільшого солевидобутку в Європі. 16 локацій, 500 кілометрів тунелів, безліч цікавих історій та 140 кристалів, які мають зібрати гравці. Гра має на меті зібрати кошти на відбудову Великокостромської гімназії. Персонажами гри стали амбасадори UNITED24: засновник Virgin Group Річард Бренсон, лауреат Нобелівської премії в галузі фізіології або медицини Пол Нерс, актор Міша Коллінз, боксер Олександр Усик, астронавт Скотт Келлі, футболіст Олександр Зінченко, актриси Кетрін Винник та Іванна Сахно. Вони супроводжуватимуть гравців у віртуальних шахтах Соледара.

## Відповідальні особи проєкту
- Володимир Зеленський — ініціатор, та ідейний натхненник.
- Михайло Федоров — відповідальний за технічну підтримку проєкту.

### Колишні працівники
- Ярослава Гресь — координаторка платформи (до липня 2024)[70].